# تحت‌الحمایه عمومی برای آرام‌سازی غرب

دودمان تانگ در حدود سال ۷۰۰ میلادی.

دودمان تانگ در ۷۴۲ میلادی

اتحاد پادشاه تای‌ژونگ علیه ایالت‌های ژی‌یو

تحت‌الحمایه عمومی برای آرام‌سازی غرب (انگلیسی: Protectorate General to Pacify the West) یا تحت‌الحمایه آنشی طی سال‌های ۶۴۰ تا ۷۹۰ میلادی، یک تحت‌الحمایه بود که در سال ۶۴۰ میلادی دودمان تانگ برای فرمانپذیری حوضه تاریم پایه ریزی کرد.
دفتر مرکزی برای اولین بار در استان شی _یک نوع تقسیم‌بندی سیاسی داخلی و تاریخی در کشور چین که امروزه با نام بخش تورفان شناخته می‌شود_ تأسیس شد ولی پس از آن به کوچا منتقل شد و در بیش تر زمان‌ها در همین مکان باقی ماند.
چهار پادگان آنشی در کوچا، ختن، کاشغر و قره‌شهر ایجاد گردیدند و در سال‌های ۶۴۸ تا ۶۵۸ زیر سرپرستی غربی جای گرفتند. در ۶۵۹ میلادی سغد و فرغانه همانند تاشکند، سمرقند، بلخ، هرات و کابل به عنوان بخشی از تحت‌الحمایه زیر نظر گائوزونگ، امپراتور تانگ قرار گرفتند.